# WTA Finals 2022 – Dublu
Finala WTA 2022 la dublu feminin are loc la sfârșitul lunii octombrie/noiembrie 2022, ca turneul final al sezonului profesionist feminin. În competiția de dublu a Turneului Campioanelor, disputat pentru prima dată la Fort Worth, Texas, au intrat cele mai bine clasate opt perechi din clasamentul Race to the WTA Finals, calculat de la începutul sezonului calendaristic. Găzduirea permanentă a turneului pentru perioada 2019-2030 a fost atribuită Shenzhen, China. Anul precedent, însă, a avut loc la Guadalajara, Mexic, din cauza anulării turneelor asiatice, iar anul acesta are loc la Fort Worth, Texas. Grupele au fost numite campioanele americance de dublu Pam Shriver și Rosie Casals. Premiul la dublu redus este de 1 milion USD.
Barbora Krejčíková și Kateřina Siniaková sunt campioanele en-titre, ele câștigând în 2022 toate cele trei turnee de Grand Slam la care au participat.
Siniaková, Coco Gauff și Veronika Kudermetova s-au înscris la turneu ca aspirante la poziția numărul unu mondial la dublu în clasamentul final WTA. Odată cu primele două victorii, Siniaková s-a asigurat că a rămas în fruntea clasamentului și va încheia sezonul ca numărul unu mondial pentru a treia oară. Perechile Nicole Melichar-Martinez / Ellen Perez și Caroline Garcia / Kristina Mladenovic joacă rolul de înlocuitoare.
Veronika Kudermetova și Elise Mertens le-au învins în finală pe campioanele Barbora Krejčíková și Kateřina Siniaková, cu 6–2, 4–6, [11–9] pentru a câștiga titlul de tenis de dublu la finala WTA 2022.

## Capi de serie
1. Barbora Krejčíková /  Kateřina Siniaková (finală)
2. Gabriela Dabrowski / Giuliana Olmos (round robin)
3. Coco Gauff /  Jessica Pegula (round robin)
4. Veronika Kudermetova /  Elise Mertens (campioane)
5. Liudmila Kicenok /  Jeļena Ostapenko (semifinale)
6. Xu Yifan /  Yang Zhaoxuan (round robin)
7. Anna Danilina /  Beatriz Haddad Maia (round robin)
8. Desirae Krawczyk /  Demi Schuurs (semifinale)

## Tabloul principal

#### Explicația simbolurilor
- Q = calificare
- WC = Wild card
- LL = Lucky loser
- Alt = înlocuitor
- SE = scutire specială
- PR = clasament protejat
- ITF = calificat prin clasament ITF
- JE = junior scutit
- w/o = victorie fără opoziție
- r = retras
- d = descalificat

### Finală
|  | Semifinale | Semifinale                            | Semifinale | Semifinale                         | Semifinale |   |                                       | Finală | Finală | Finală | Finală | Finală |  |
|  |            |                                       |            |                                    |            |   |                                       |        |        |        |        |        |  |
|  | 1          | Barbora Krejčíková Kateřina Siniaková | 7          | 6                                  |            |   |                                       |        |        |        |        |        |  |
|  | 1          | Barbora Krejčíková Kateřina Siniaková | 7          | 6                                  |            |   |                                       |        |        |        |        |        |  |
|  | 5          | Liudmila Kicenok Jeļena Ostapenko     | 65         | 2                                  |            |   |                                       |        |        |        |        |        |  |
|  | 5          | Liudmila Kicenok Jeļena Ostapenko     | 65         | 2                                  |            | 1 | Barbora Krejčíková Kateřina Siniaková | 2      | 6      | [9]    |        |        |  |
|  |            |                                       |            |                                    |            | 1 | Barbora Krejčíková Kateřina Siniaková | 2      | 6      | [9]    |        |        |  |
|  |            |                                       | 4          | Veronika Kudermetova Elise Mertens | 6          | 4 | [11]                                  |        |        |        |        |        |  |
|  | 4          | Veronika Kudermetova Elise Mertens    | 4          | Veronika Kudermetova Elise Mertens | 6          | 4 | [11]                                  | 6      | 6      |        |        |        |  |
|  | 4          | Veronika Kudermetova Elise Mertens    |            |                                    |            |   |                                       |        |        |        |        |        |  |
|  | 8          | Desirae Krawczyk Demi Schuurs         | 1          | 1                                  |            |   |                                       |        |        |        |        |        |  |

### Grupa Rosie Casals
|   |                                       | Krejčíková Siniaková | Gauff Pegula     | Xu Yang          | Krawczyk Schuurs | RR C–P | Set C–P      | Game C–P       | Ordine |
| 1 | Barbora Krejčíková Kateřina Siniaková |                      | 6–2, 6–1         | 6–3, 6–3         | 6–4, 6–3         | 3–0    | 6–0 (100%)   | 36–16 (69.23%) | 1      |
| 3 | Coco Gauff Jessica Pegula             | 2–6, 1–6             |                  | 4–6, 6–4, [7–10] | 6–3, 0–6, [5–10] | 0–3    | 2–6 (25%)    | 19–33 (36.54%) | 4      |
| 6 | Xu Yifan Yang Zhaoxuan                | 3–6, 3–6             | 6–4, 4–6, [10–7] |                  | 6–7(2–7), 3–6    | 1–2    | 2–5 (28.57%) | 26–35 (42.62%) | 3      |
| 8 | Desirae Krawczyk Demi Schuurs         | 4–6, 3–6             | 3–6, 6–0, [10–5] | 7–6(7–2), 6–3    |                  | 2–1    | 4–3 (57.14%) | 30–27 (52.63%) | 2      |

### Grupa Pam Shriver
|   |                                    | Dabrowski Olmos        | Kudermetova Mertens | Kicenok Ostapenko      | Danilina Haddad Maia  | RR C–P | Set C–P      | Game C–P       | Ordine |
| 2 | Gabriela Dabrowski Giuliana Olmos  |                        | 6–7(5–7), 2–6       | 7–6(7–5), 2–6, [12–10] | 5–7, 0–6              | 1–2    | 2–5 (28.57%) | 23–38 (37.7%)  | 4      |
| 4 | Veronika Kudermetova Elise Mertens | 7–6(7–5), 6–2          |                     | 3–6, 6–1, [10–6]       | 6–4, 6–3              | 3–0    | 6–1 (85.71%) | 35–22 (61.4%)  | 1      |
| 5 | Liudmila Kicenok Jeļena Ostapenko  | 6–7(5–7), 6–2, [10–12] | 6–3, 1–6, [6–10]    |                        | 6–7(7–9), 6–4, [10–8] | 1–2    | 4–5 (44.44%) | 32–31 (50.79%) | 2      |
| 7 | Anna Danilina Beatriz Haddad Maia  | 7–5, 6–0               | 4–6, 3–6            | 7–6(9–7), 4–6, [8–10]  |                       | 1–2    | 3–4 (42.86%) | 31–30 (50.82%) | 3      |